# Death and the Flower
Albums de Keith Jarrett
Luminessence
(1974) Backhand
(1974)
Death and the Flower  est le troisième album sur le label Impulse! du pianiste de  Jazz Keith Jarrett et de son groupe 'American Quartet' composé de Dewey Redman, Charlie Haden et Paul Motian avec Guilherme Franco aux percussions.

## Titres
1. Death and the Flower (22:47)
2. Prayer (10:11)
3. Great Bird (8:43)

Toutes les compositions sont de Keith Jarrett.
L'album est enregistré au Generation Sound Studios, New York, les 9 et 10 octobre 1974.

## Musiciens
- Keith Jarrett: piano, flûte, percussions
- Dewey Redman: saxophone ténor, musette, percussions
- Charlie Haden: basse
- Paul Motian: batterie percussions
- Guilherme Franco: percussions